# 國璽大臣

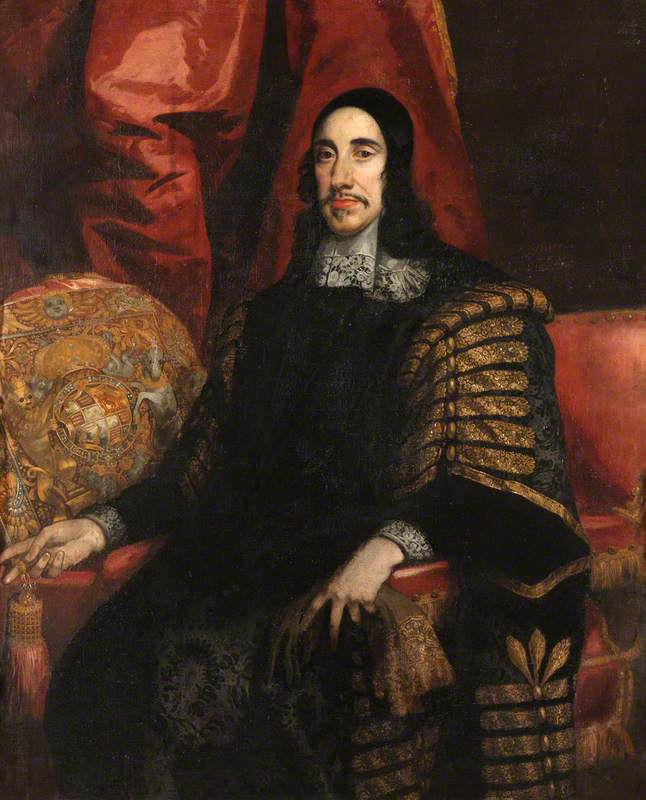
Sir Orlando Bridgeman, Lord Keeper of the Great Seal, 1667–72, with his ceremonial purse for the seal, shown below

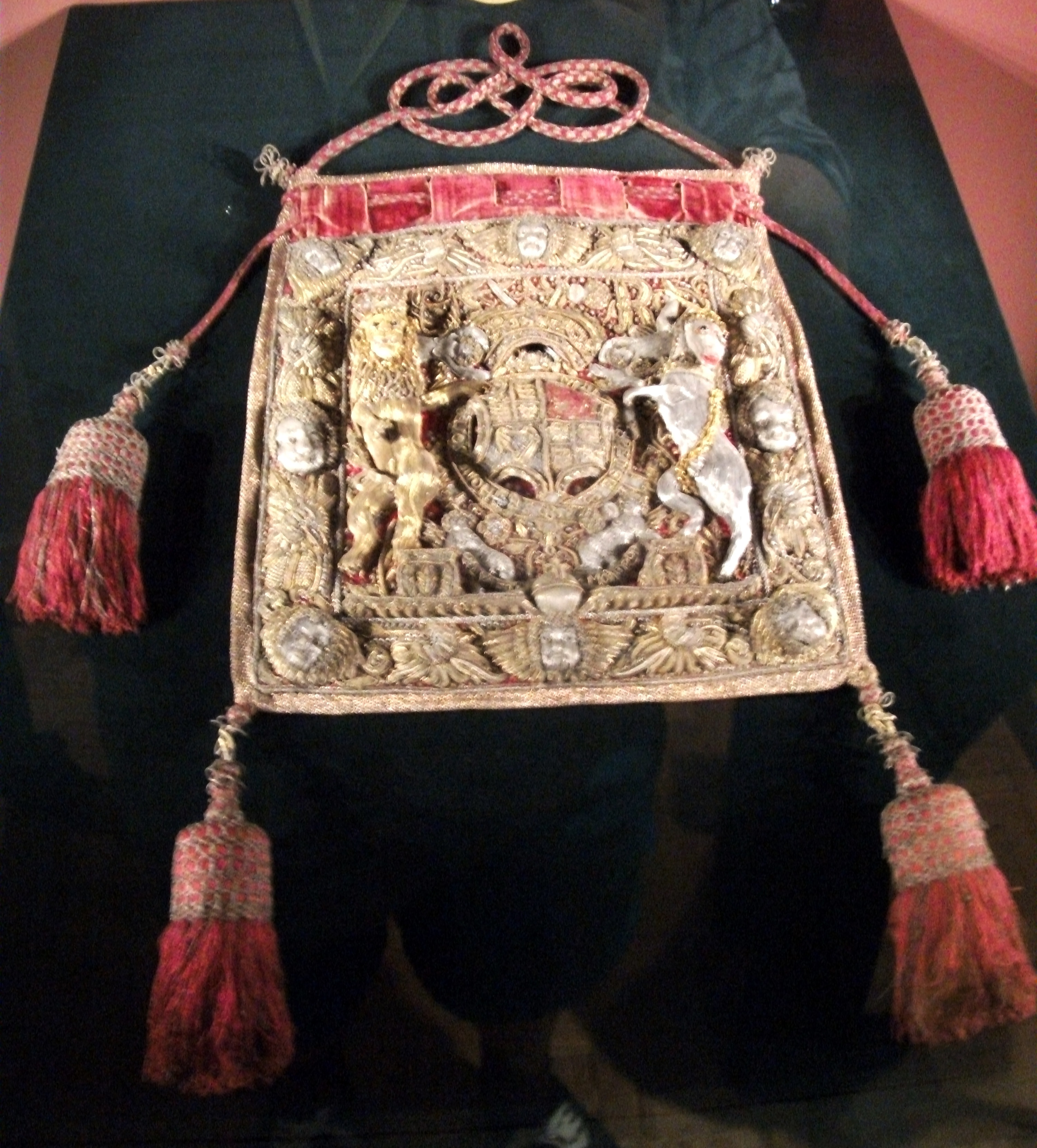
Ceremonial purse at Weston Park, used by Sir Orlando as Lord Keeper and shown in his portrait above

國璽大臣（英語：Lord Keeper of the Great Seal）是英格蘭王國及大不列顛王國的一名官員，負責英格蘭國璽的實際保管。該職位後成為國務重臣的一員。